# 西白俄罗斯共产党

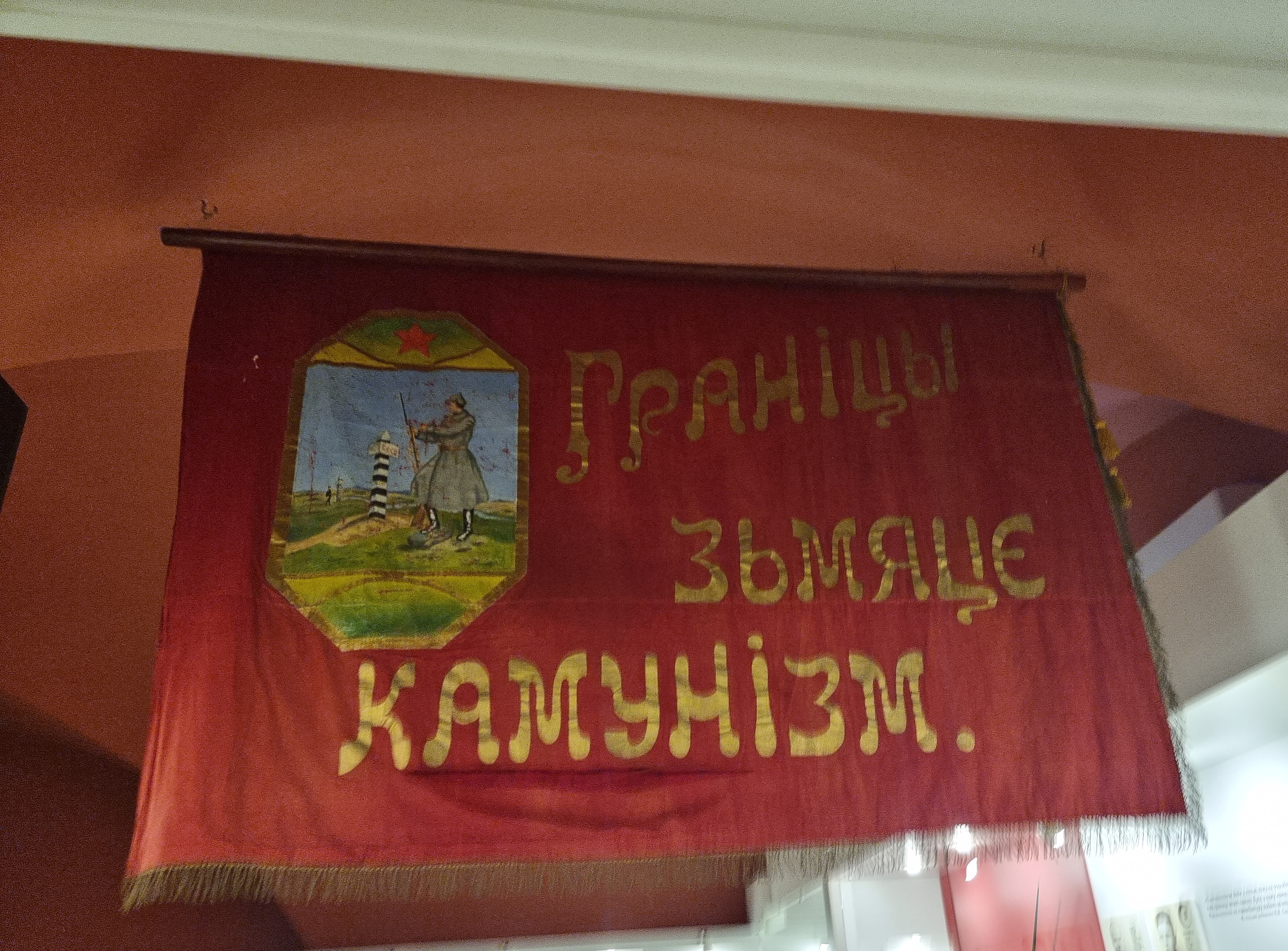
西白俄罗斯共产党党旗

西白俄罗斯共产党（白俄罗斯语：Камуністычная партыя Заходняй Беларусі）是1923年-1939年存在于今天的白俄罗斯西部（当时属波兰第二共和国）的一个共产主义政党。在1939年苏联入侵波兰以前，该党从国外走私武器并按照苏联当局的指令进行活动。